# Klingewalde
Klingewalde – część (Ortsteil) Görlitz. Znajduje się głównie przy 1,5-kilometrowej ulicy Klingewalde oraz przy Marienauer Weg.
Przez Klingewalde przepływają strumienie Klingewalde Bach i Fuchsbusch. Klingewalde Bach wpływa do Nysy Łużyckiej.
Przy Klingewalde przebiega niemiecka Autostrada A4.
W Klingewalde kończy bieg autobusowa linia D.